# Norias de Ojocaliente
Norias de Ojocaliente es una localidad del estado mexicano de Aguascalientes. Es parte del municipio de Aguascalientes.

## Demografía
| Gráfica de evolución demográfica |
|                                  |

| Censo | Población |
| ----- | --------- |
| 1970  | 466       |
| 1980  | 644       |
| 1990  | 1 157     |
| 2000  | 2 096     |
| 2010  | 3 741     |
| 2020  | 4 476     |